# Mission jésuite d'Éthiopie

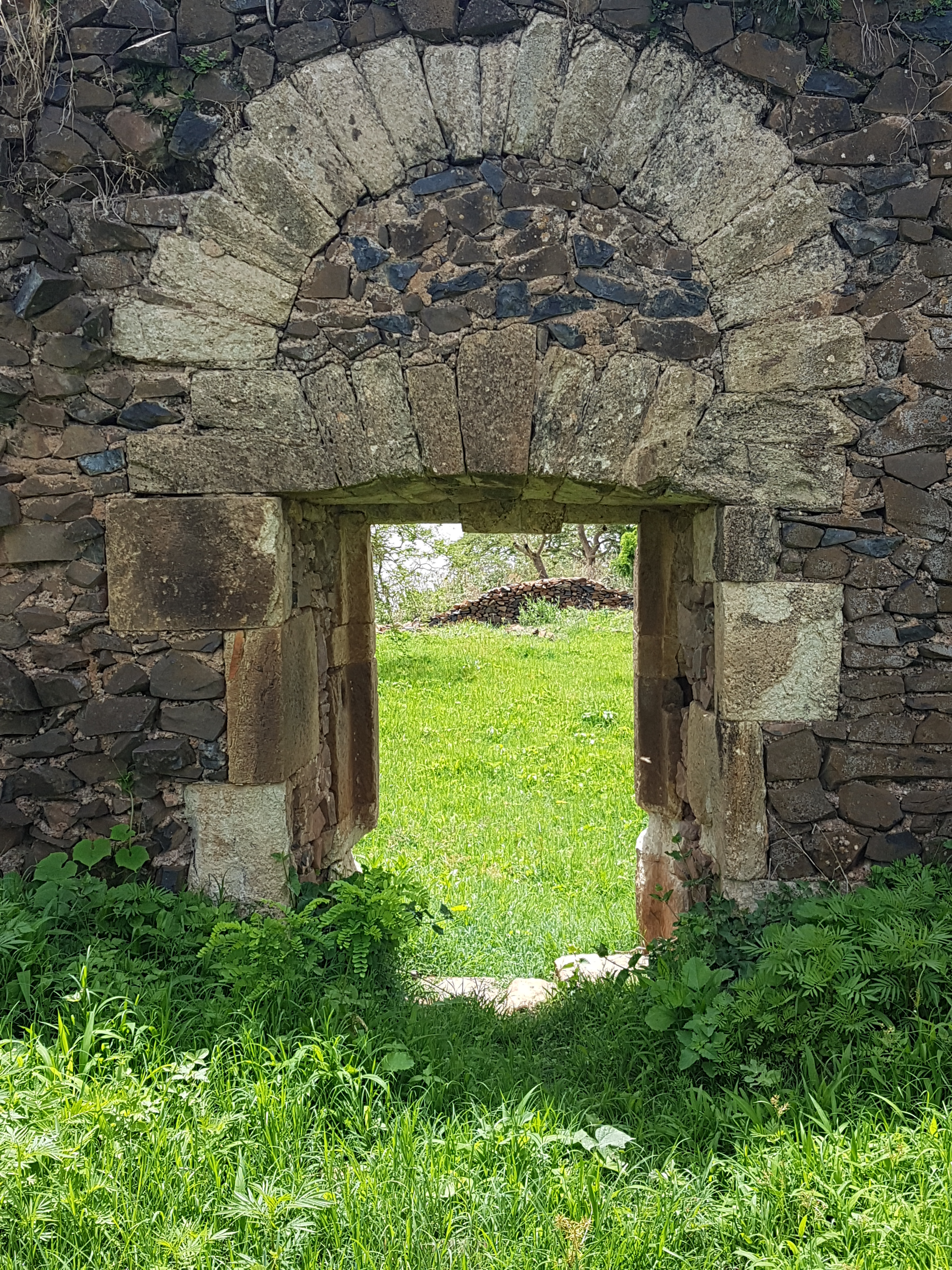
Entrée de la résidence jésuite de Gorgora

La mission jésuite d’Éthiopie est une initiative missionnaire des jésuites du XVIe siècle. À la demande du pape Jules III, Ignace de Loyola envoie en Éthiopie, en 1554, quelques jésuites dont deux sont ordonnés évêque (et un troisième « patriarche ») en vue de ramener l’Église copte à l’union avec l’Église de Rome. La mission est un échec et se termine avec la mort du dernier jésuite resté en semi-exil dans le pays, en 1633.

## Histoire

### Premiers contacts
Depuis 1520 le roi Manuel Ier du Portugal est en contact avec l’empereur d’Éthiopie, Lebna Dengel (1508-1540), auquel il a envoyé une ambassade militaire. Celui-ci avait appelé à l’aide pour lutter contre les fréquentes incursions musulmanes qui menaçaient son territoire et son trône. Un médecin portugais, membre de l’ambassade, reste en Éthiopie. Recevant la consécration épiscopale de l’Abouna Marcos, de l’Église copte éthiopienne, il se fait passer pour le nonce apostolique. Bien qu’accepté par Claude, empereur d’Éthiopie de 1540 à 1559, et par les autorités portugaises, son ordination épiscopale n’est pas reconnue par le pape Paul III et le Saint-Siège.

### Envoi de missionnaires
À la suite d'un nouvel appel à l’aide une nouvelle ambassade (et mission) est décidée par le roi Jean III du Portugal. Il s’adresse au pape Jules III demandant l’envoi de missionnaires. Celui-ci demande aux Jésuites d’y répondre. Cette ‘mission’ ne ressemble en rien aux autres ‘missions jésuites’ de l’époque car l’Éthiopie est une nation chrétienne. Le but n’est donc pas tellement la ‘conversion de païens’ mais le rapprochement et la réconciliation (comprise en termes de ‘soumission’) de l’Église copte éthiopienne avec celle de Rome . Aussi une autorité spéciale est donnée aux quatre jésuites de Coimbra qui sont choisis, en 1547, "pour être envoyés parmi les Éthiopiens, le Royaume du grand Congo". Parmi eux: un patriarche  et deux évêques auxiliaires. João Nunes Barreto (1519-1562) est le patriarche ; les deux évêques auxiliaires sont Andrés de Oviedo et Melchior Carneiro.
Autant Ignace que Jean III pensaient que l’empereur Claude était disposé favorablement à la réunion de l'Église copte éthiopienne avec l’Église catholique romaine et qu’un petit groupe de missionnaires serait suffisant à la tâche. Les deux évêques auxiliaires, avec douze jésuites (trois frères parmi eux) quittent Lisbonne pour Goa le 1er avril 1554.  
Par ailleurs et suivant les instructions de Jean III, le vice-roi de Goa avait envoyé un messager spécial, Diego Dias, avec deux jésuites, Gonzalo Rodrigues et un frère coadjuteur, pour préparer l'arrivée du patriarche. Reçu à la cour impériale de Claude Rodrigues ne peut s’empêcher, après à peine un mois de séjour, d’écrire un traité sur les ‘erreurs de l'Église copte’... L’empereur, mécontent, réagit avec une déclaration (23 juin 1555), réaffirmant la foi copte de son peuple. Et l’abuna, nommé récemment par le patriarche copte d’Égypte excommunie ceux qui lisent l’œuvre de Rodrigues.
Arrivé à Goa avec ses deux auxiliaires le patriarche latin, João Nunes Barreto y prend connaissance d’un rapport de Rodrigues (15 mars 1556) qui est très négatif et pessimiste sur l’attitude de l’empereur Claude, contrastant avec l’image que l’on s’en faisait en Europe. Ajournant dès lors son départ pour l’Éthiopie Barreto y envoie en émissaire son auxiliaire Oviedo pour y préparer une ambassade plénière. Oviedo arrive à Massaoua (fin mars 1557) après de multiples difficultés, les ports de la région de la Mer rouge étant contrôlés par les Turcs musulmans qui entravent sérieusement toutes communications avec l’Inde.

### Première mission: Oviedo
Courtoisement reçu Oviedo n’obtient de l’empereur que quelques libertés de mouvement dans l’empire. L’empereur Claude meurt au combat peu après et son successeur, Menas, qui monte sur le trône en 1559, s’empresse de supprimer les libertés accordées aux portugais, dont celles de prêcher et de baptiser. Oviedo est envoyé en exil intérieur dans la région reculée du Tigré, près de l’ancienne ville d’Aksoum, où, avec un groupe de portugais, il fonde un bourg qu’il appellera Frémone, en hommage au saint patron de l’Éthiopie, saint Frumence. À la mort de Barreto (décembre 1562) Oviedo, évêque coadjuteur avec droit de succession, prend le titre de patriarche latin.  
Sous l'empereur Sarsa Dengel (1563-1597), les jésuites jouissent d’une plus grande liberté, mais toujours restreinte, comme du temps de Claude. Aucun progrès non plus n’est fait dans le rapprochement avec l’Église catholique romaine. Lorsque les nouvelles de cette situation bloquée arrivent à Lisbonne, le Prince Régent, durant la minorité du roi Sébastian (1557-1568), invite Oviedo à fermer la mission. Toutefois, le patriarche souhaite rester en Éthiopie, expliquant que nombreux sont les éthiopiens favorablement disposés vis-à-vis de l'Église de Rome, mais qui craignent des persécutions s’ils deviennent publiquement catholiques. De plus des groupes tribaux dans les régions frontalières avaient demandé la permission à l'empereur de pouvoir devenir chrétiens, ce qui leur fut refusé car cela les aurait libérés de l’esclavage.
Avant de mourir (en 1577) Oviedo ordonne prêtre son compagnon, le frère jésuite Francisco Lopes. Lopes et Manuel Fernandes, un prêtre séculier, continuent à assister les portugais de Frémone. Les contacts épistolaires avec Goa sont rares, les ports étant contrôlés par les Turcs. Dernier survivant jésuite, Lopes meurt en 1596. La première mission est un échec.

### Restauration de la mission:Páez
Cependant, depuis quelques années déjà (1588) le roi du Portugal Philippe I avait ordonné au vice-roi de Goa de préparer une nouvelle ambassade et mission pour l’Éthiopie. Les premiers envoyés, Antonio Montserrate et Pedro Páez sont faits prisonniers (1590) près de Dhofar par les Turcs, réduits en esclavage (et même galériens durant quelques années) et finalement libérés lorsqu'une rançon est payée. Ils rentrent à Goa en 1596. 
Pas découragé pour autant, Pedro Páez repart pour l’Éthiopie le 22 mars 1603. Cette fois, déguisé en marchand arménien, il voyage sur un navire turc... Ce qui lui permet de débarquer à Massaoua et, le 15 mai, il arrive à Frémone. En octobre 1603 il est invité à la cour impériale par l’empereur Jacob qui est plus ouvert que son prédécesseur aux avances du Saint-Siège. Avant que Páez ne puisse le rencontrer l’empereur est détrôné et remplacé par son oncle Za Dengel qui est aussi chaleureux vis-à-vis du missionnaire. Il exprime son souhait de devenir catholique, écrit au pape Clément VIII pour qu’il envoie des missionnaires et – surtout – demande le soutien militaire du Portugal contre les Turcs. 

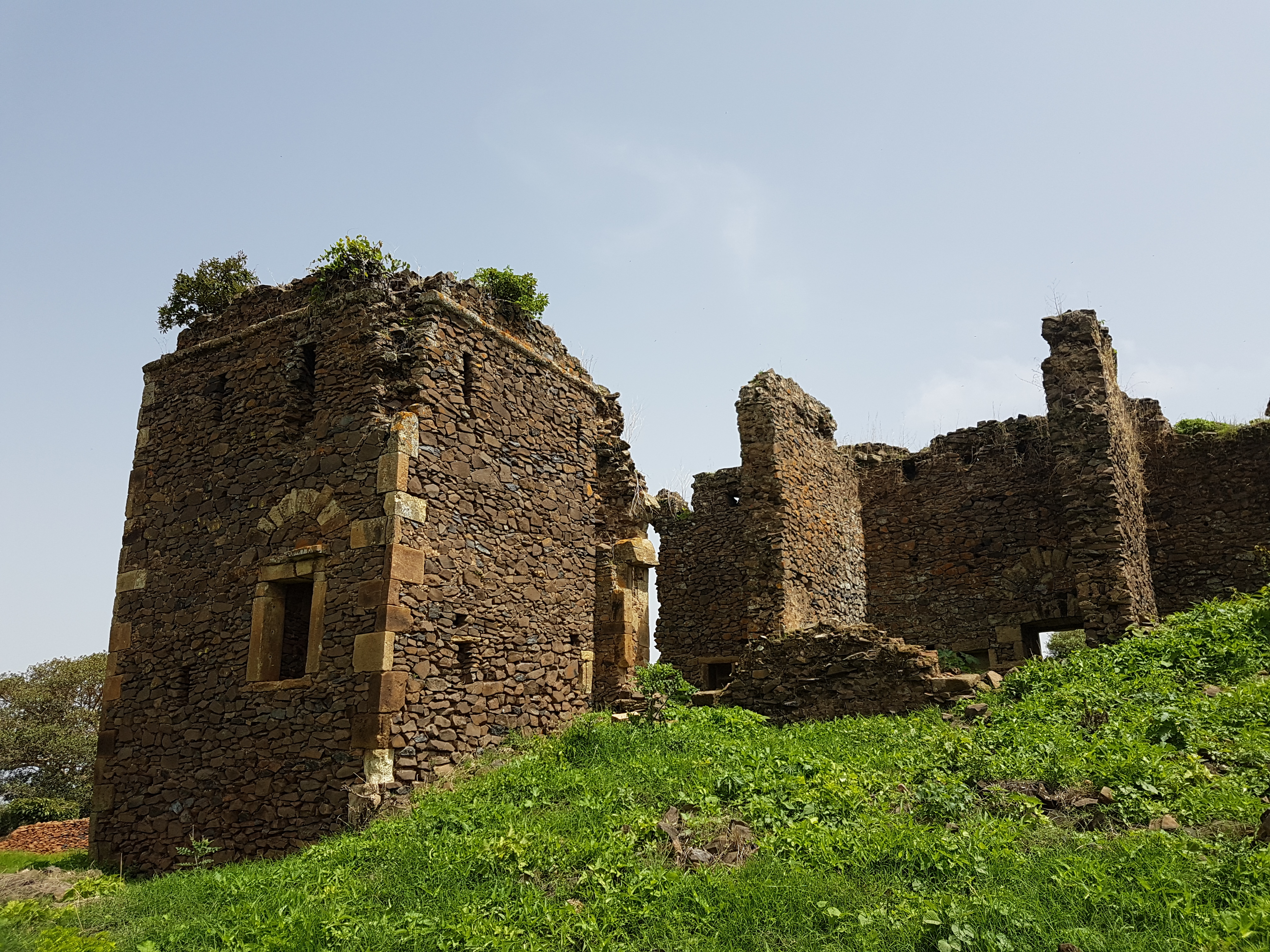
Ruines de la résidence jésuite de Gorgora

Ce rapprochement prématuré, désapprouvé par Páez qui en perçoit les risques, conduit à une guerre civile. Za Dengel est tué au combat en octobre 1604. La lutte pour le trône continue jusqu’en mars 1607. Susneyos (Seltan Sagad I) remporte alors une victoire décisive. L’ordre est rétabli dans le pays et il est couronné à Axoum le 18 mars 1608. Bientôt il reçoit Páez à sa cour et de cordiales relations s’établissent. Favorable aux Jésuites il leur octroie des terres à Gorgora (près du lac Tina) et Collela (province de Godjam) pour de nouveaux établissements. À Gorgora résident les deux jésuites qui sont en contact avec la cour impériale où de fréquents débats religieux sont organisés, l’empereur lui-même étant fort intéressé par les questions théologiques. À Frémone les deux prêtres font du travail pastoral auprès de la communauté portugaise catholique, et Collela est un centre d’études : étude de la langue guèze et dialogue théologique avec les moines coptes, traductions de textes religieux, séminaire et petite école où quelques Éthiopiens apprennent le portugais et le latin.
Avec grand tact Páez utilise les livres saints de la tradition copte pour démontrer que leur doctrine n’est pas éloignée de la foi catholique. Dans sa catéchèse, il cite surtout l’Haymanota Abaw (c’est-à-dire : la ‘Foi des pères’) qui est une sorte de ‘somme théologique’ : collection d’homélies patristiques, de lettres apostoliques, avec commentaires des Pères de l’Église sur la Trinité et l'Incarnation. Pour les Éthiopiens l’Haymanota Abaw a une autorité proche de celle de la Bible. Dans le même temps, son collaborateur Antonio Fernandes, avec une meilleure connaissance de la théologie occidentale, éclaire certains passages de l'Écriture Sainte à l'aide de commentaires de Jean Maldonado, tandis que Francesco A. de Angelis se consacre à la traduction d’ouvrages théologiques, de livres d'instruction populaire et d’hymnes liturgiques. 
L’opposition aux jésuites vient de l’abouna, chef de l’Église éthiopienne. Nommé par le patriarche copte du Caire, l’abouna Simon est un étranger et ne connait pas la langue locale. Mais en raison de sa position il exerce une influence considérable et en termes de pouvoir il est ‘second’ dans l’empire. Il maintient que, quoi que disent les théologiens, l’Éthiopie et l’Église copte sont indissociablement liées. Ayant excommunié ceux qui défendaient la doctrine des deux natures du Christ, il se trouvait au centre d’une grande controverse. Cependant l’empereur Susneyos qui n’avait pas grande estime pour l’abouna soutient les Jésuites qui prouvent à ses compatriotes que, si les européens ont en effet des choses à apprendre en Éthiopie, leur religion n’en est pas moins supérieure.
À la demande de l'empereur Páez construit un palais en 1614, fabriquant lui-même marteaux, maillets, ciseaux et autres outils, et enseignant aux ouvriers comment les utiliser et travailler la pierre. Ce palais est considéré comme une merveille architecturale, dans un pays où les bâtiments de deux étages sont inconnus. Ses ruines impressionnent encore le voyageur du XXIe siècle, de même que celles de l’église construite plus tard à Gorgora, par le même Pedro Páez.  
Au début de 1613, l'empereur informe son frère le gouverneur Cela Krestos, et les Jésuites, - sous le sceau du secret - qu’il se considérait ‘catholique’ et qu’il reconnaîtrait le patriarche nommé par le pape, auquel il écrit (31 janvier) lui donnant la même nouvelle. Il écrit également au roi Philippe II du Portugal demandant une nouvelle assistance militaire. Ce courrier est confié au père A. Fernandes qui accompagne l’ambassadeur éthiopien. Contre l’avis de Páez l’ambassade prend une route peu connue (par Melinde plutôt que Massaoua). Partis le 25 mars 1613 de Collela ils n’atteignirent jamais la côte en raison des obstacles créés par des princes régionaux quasi indépendants qui ne souhaitent pas voir l’empereur gagner en puissance grâce à l’arrivée de forces étrangères. Durant ce voyage qui dure dix-neuf mois Fernandes traverse des régions - le sud de l’Éthiopie et nord du Kenya - qui resteront inconnues aux européens jusqu’au milieu du XIXe siècle. Dans l’entretemps Angelis entreprend l’évangélisation des Agews, peuple de la région orientale de la province de Godjam. C’est la première fois que la mission jésuite effectue un apostolat direct à l’intérieur des frontières de l’Éthiopie.   
En juillet 1614 Susenyos écrit à nouveau à Rome et à Lisbonne. Le pape Paul V lui répond le félicitant de sa décision de devenir catholique tandis que Philippe II lui promet de l’aide militaire si la situation en Inde le permet. En même temps il charge son vice-roi en Inde de s’informer sur la possibilité d’établir des contacts avec l’Éthiopie à partir de la côte orientale d’Afrique. 
En 1616 Páez met en chantier la construction d’une nouvelle église à Gorgora, appelée ‘Mariam Gimb (‘Marie en pierre’), Elle est inaugurée en 1622. Dans ses dernières années Páez écrivit également, à la demande du Supérieur général Muzio Vitelleschi une histoire de l’Éthiopie qui reste un livre de référence pour l’histoire du pays durant cette époque. 
Peu après avoir reçu l’empereur Susenyos dans l’Église catholique Páez meurt le 3 mai 1622. À cette occasion Susenyos écrit une lettre émouvante au provincial de Goa qualifiant Páez de « notre père spirituel, soleil brillant de la foi qui purifie l’Éthiopie des ténèbres d’Eutychès ».  

### Le patriarche Mendes et lalatinisation
Avant la mort de Páez Susenyos avait demandé au supérieur général des Jésuites Muzio Vitelleschi d’envoyer plusieurs prêtres. Ce dernier ordonne au provincial de Goa d’envoyer douze missionnaires en Éthiopie, y compris son envoyé spécial Almeida chargé de féliciter l’empereur pour avoir réalisé la réunion entre l’Église éthiopienne et l'Église de Rome. 
Comme le passage de Goa à Massaoua est toujours aussi risqué les nouveaux missionnaires, en trois groupes, empruntent des voies différentes. Cependant seuls ceux qui prirent la voie habituelle, par Massaoua – Almeida et deux autres prêtres -, arrivèrent à destination. De Frémone Almeida écrit que « bien des portes s’ouvrent à notre prédication et beaucoup acceptent la foi romaine ». Il continue vers Dancaz où il est reçu par l’empereur Susenyos et lui remet la lettre de félicitations du père Général et les cadeaux protocolaires.  

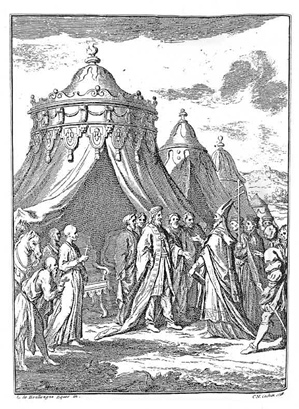
Le patriarche Mendès reçu par l'empereur Susneyos (vue fantaisiste, 1713)

C’est alors que, en vertu des privilèges du Padroado, le roi Philippe III du Portugal nomme Afonso Mendes patriarche latin, sans consulter ni le pape ni le supérieur général des Jésuites. Mendes et son auxiliaire Diogo Seco (1575-1623) sont consacrés évêques à Lisbonne le 12 mars 1623 et embarquent peu après pour Goa où seul Mendes arrive, le 28 mai 1624, ayant perdu son auxiliaire en cours de voyage. L'arrivée du patriarche à Goa fait sensation et sa manière de faire suscite la consternation. Vêtu de ses ornements épiscopaux, il entre à Goa et, avec son entourage, marche solennellement en procession dans les rues. Le provincial qui avait demandé qu’il se présente comme simple jésuite écrit à Rome : « la nouvelle de son arrivée s’est répandue dans toute l’Inde et a déjà atteint Suakin. Les évêques jésuites dans les missions devraient éviter toute pompe et arrogance. Il serait préférable de choisir un évêque parmi ceux qui sont déjà en Éthiopie plutôt que d’en envoyer un du Portugal »
Avant que n’arrive Mendes, l’empereur Susenyos, son frère Cela Krestos et son fils ainé Fasilidas se sont rendus à Aksoum où de manière solennelle ils firent profession de fidélité à la foi catholique romaine, en des termes qui font écho à la proclamation faite en 1555 par l’empereur Claude. 
Arrivé le 7 février 1626, le patriarche Mendes est fort courtoisement reçu par l’empereur Susenyos. Cependant, peu après, il prend des mesures drastiques : aucun prêtre ne peut exercer publiquement son ministère sans avoir reçu la permission. La circoncision est interdite. Il décide de la réordination des prêtres, la re-consécration des églises. Les fidèles doivent être rebaptisés... Et les fêtes religieuses et jeûnes sont réorganisés en fonction du calendrier liturgique romain. C’est une ‘latinisation’ en règle qui s’organise, dans le mépris ou l’ignorance des directives de prudence données par Ignace de Loyola au premier patriarche. Mendes demande, en fait, que les chrétiens coptes abandonnent leur us et coutumes millénaires. Plus tard il insistera pour que, en sa présence, l’empereur proclame à nouveau son attachement à l'Église de Rome. 
Des centres jésuites sont ouverts en divers lieux et une prédication directe au peuple s’organise. Plusieurs monastères sont réformés et des conversions ont lieu. Mais aussi, une alliance se forge entre les moines et les ennemis de Susenyos qui aboutit à la rébellion de Sarsa Krestos, vice-roi de Begameder et neveu de l’empereur. Bien que la révolte soit matée et son chef pendu, des troubles éclatent ailleurs. Une armée mal équipée, sous le commandement du gouverneur de la province de Shoa, est anéantie par Susneyos (7 juin 1632). La répression est féroce : des milliers d’hommes sont passés par l’épée. Quand il se rend compte que les morts ne sont ni païens ni musulmans mais ses propres sujets Susenyos comprend que l’insatisfaction est générale et, malgré les protestations de Mendes, rétablit la pratique de la liturgie et des coutumes de l’Église d’Éthiopie. Par un édit il accorde la tolérance aux deux Églises. Susneyos meurt trois mois plus tard (16 septembre) confirmant sur son lit de mort son attachement à l’Église de Rome. 

### Fin de la mission et expulsion
Son successeur Fasilidas (Alam Sagad) éloigne les Jésuites de sa cour. Ceux-ci prennent résidence à Frémone. De là, Mendes lui écrit (24 avril 1633), prêt à faire des concessions pour sauver la Mission jésuite, mais il est déjà trop tard, les questions religieuses n’étant qu’un prétexte à la lutte politique. Bientôt les Jésuites sont expulsés du pays. Le patriarche Mendes fait partie du dernier groupe quittant l’Éthiopie (1633). Il s’installe à Goa où il cherche, en vain, a organiser une intervention militaire portugaise pour rétablir la mission jésuite. Un confrère jésuite commenta « Les méthode qu’il propose pour le rétablissement de la mission sont celles d’un conquérant, non pas d’un missionnaire ou évêque ».

### Conclusion
Pour résumer l’œuvre et la mission des Jésuites en Éthiopie Edward Ullendorff écrivit : «Ils [les Jésuites] ont aidé une nation chrétienne à garder son identité et indépendance face aux incursions musulmanes, tout en contribuant remarquablement à l’éducation du peuple. Et surtout ils explorèrent le pays avec une diligence, persévérance et courage incroyables. Ils ont laissé un précieux record de leurs connaissances, qui sont de monuments d’érudition fort à l’avance sur leur époque .». 
Cependant il faut relever les dégâts causés par l’intolérance et la myopie du patriarche Mendes qui en quelques années anéantit le fruit des efforts accomplis et des progrès réels dans le sens d’un rapprochement entre les Églises, et suscita dans la population une profonde méfiance des européens qui renforça l’isolement séculaire du pays. 
On peut se demander si les Jésuites auraient réussi cette mission, s’ils avaient suivi la méthode de Pedro Páez, telle qu’esquissée par Ignace de Loyola. Ce qui est indubitable c’est leur engagement désintéressé en Éthiopie. «Je ne connais aucune nation du monde écrivit Almeida pas même le Portugal, où je suis né, pour laquelle je ressens autant d'affection que pour elle [l’Ethiopie] ».

## Retour des Jésuites
En 1946, à la demande de l'empereur Hailé Sélassié (Tafari), quatre jésuites canadiens francophones, bientôt suivis par d'autres, arrivent à Addis-Abeba pour reprendre la direction du collège Tafari Mekonnen.

## Source
- Philippe Caraman: Article Etiopia dans Diccionario historico de la Compañia de Jesús, vol.II, Roma, IHSI, 2001, pp.1339-1343.